# Európai álkalózpók
Az európai álkalózpók (Trebacosa europaea) a pókszabásúak (Arachnida) osztályának a pókok (Araneae) rendjébe, ezen belül a farkaspókfélék (Lycosidae) családjába tartozó faj.
Magyarországon a faj 2009 óta védett, természetvédelmi értéke 10 000 forint.

## Előfordulása
Ezt a 2007-ben felfedezett pókfajt a Duna–Ipoly Nemzeti Park Velencei-tavi Madárrezervátumának tőszomszédságában lévő szegélynádasban találták meg. Az agárdi Chernel István Madárvárta területen.

## Megjelenése
Az álkalózpók, a magyar megnevezését a kalózpókhoz (Pirata piraticus) és ennek rokonságához való hasonlósága miatt kapta. A pók alapszíne világosbarna vagy barnássárga; A fejtor közepén, sötét V alakú foltban világosabb csík van, kívülről a V-t szintén ugyanilyen árnyalat szegélyezi; e körül pedig más árnyalatú sötét rész látható, ebben pedig apró világos középtől kifelé induló csíkok futnak. A potroh sötétebb, mint a fejtor; közepén vastagabb, világos sáv húzódik, mely hátrafelé haladva elvékonyodik. A lábak színe ugyanolyan, mint az alapszín. A különböző hím példányok eltérő árnyalatúak lehetnek.

## Életmódja
A felfedező kutatók szerint, ez a pókfaj a vízfelszínen levő más ízeltlábúakkal táplálkozik. Az európai álkalózpók jól megtűri fajtársait, mivel olykor tömegesen figyelték meg ezeket.